# Канылькы
Канылькы (устар. Каныль-Кы) — река в России, протекает по территории Ямало-Ненецкого АО. Впадает в Чёртово озеро. Длина реки составляет 131 км.

## Притоки
- 2 км: Ляккыль-Пюрмалькы (пр)
- 12 км: река без названия (пр)
- 32 км: Мотылькы (пр)
- 48 км: река без названия (лв)
- 76 км: Ираткы (пр)
- 82 км: Таккыль-Канылькы (лв)
- 84 км: Пиччелькы (пр)
- 94 км: Пычинкы (пр)
- 102 км: Кыпа-Канылькы (лв)
- 104 км: Тольмыльнонги (лв)
- 117 км: Нениэль-Канылькы (лв)

## Данные водного реестра
По данным государственного водного реестра России относится к Нижнеобскому бассейновому округу, водохозяйственный участок реки — Таз, речной подбассейн реки — подбассейн отсутствует. Речной бассейн реки — Таз.
Код объекта в государственном водном реестре — 15050000112115300066793.